# Qian Zhongshu
Qian Zhongshu (錢鍾書T, 钱锺书S, Qián ZhōngshūP, Ch'ien Chung-shuW), noto anche con lo pseudonimo di Huaiju (槐聚S) (Wuxi, 21 novembre 1910 – Pechino, 19 dicembre 1998), è stato un letterato e scrittore cinese.

## Biografia
Studiò presso l'Università di Tsinghua e l'Università di Oxford.
La sua opera più famosa è il romanzo satirico La fortezza assediata (圍城，围城). I suoi lavori non fizionali sono caratterizzati dal largo uso di citazioni sia in cinese che in lingue occidentali (come inglese, francese, tedesco, italiano, spagnolo e latino).
Ebbe un ruolo importante anche nella digitalizzazione di classici cinesi durante la sua vita.
Innumerevoli biografie e memorie in cinese sono state pubblicate dopo la sua morte.